# Thais Lourencini
Thais Pereira Lourencini (Espírito Santo, 25 de outubro de 2004) é uma ginasta brasileira, que compete em provas de ginástica rítmica e integra a Seleção Brasileira da modalidade.

## Biografia
Thais iniciou sua atuação na ginástica rítmica aos oito anos de idade em um projeto social da Caixa Econômica Federal.
Ela competiu no Campeonato Sul-Americano de 2014, no qual conquistou a medalha de ouro no evento por equipes e terminou em quinto no individual geral na categoria Pré-Infantil.
Em 2020, aos quinze anos, foi convocada a integrar a seleção brasileira de conjuntos, sendo a componente mais nova da equipe.

No ano de 2022, foi selecionada para representar o Brasil na Gimnasíada em Caen, França.